# 奧克蘭 (密西西比州)
奧克蘭（英語：Oakland）是位於美國密西西比州亞洛布沙縣的城鎮。

## 人口
根據2020年美國人口普查的數據，奧克蘭的面積為3.96平方千米，皆為陸地。當地共有人口462人，而人口密度為每平方千米117人。